# Hluboké

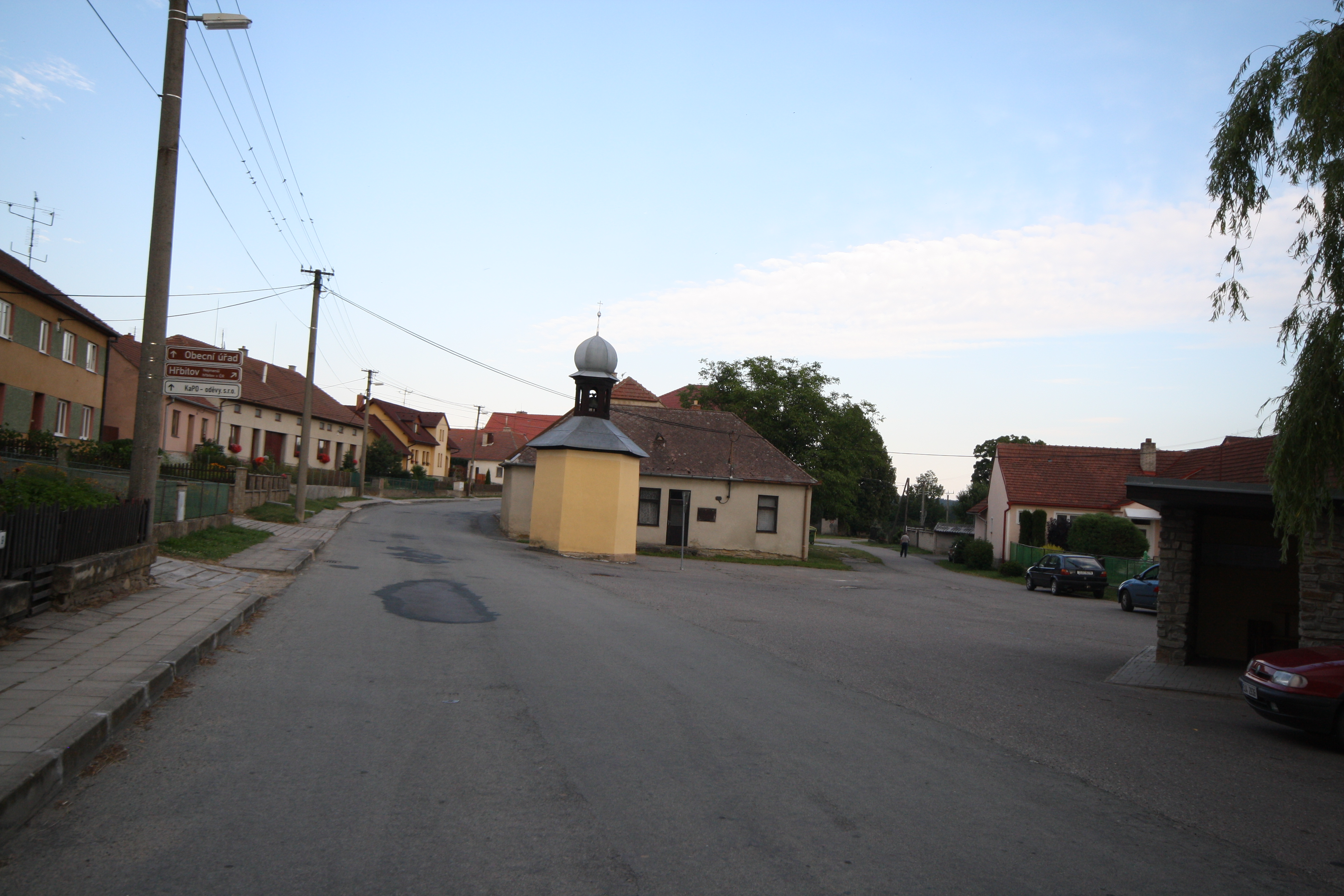
Dorfplatz mit Kapelle des hl. Peter

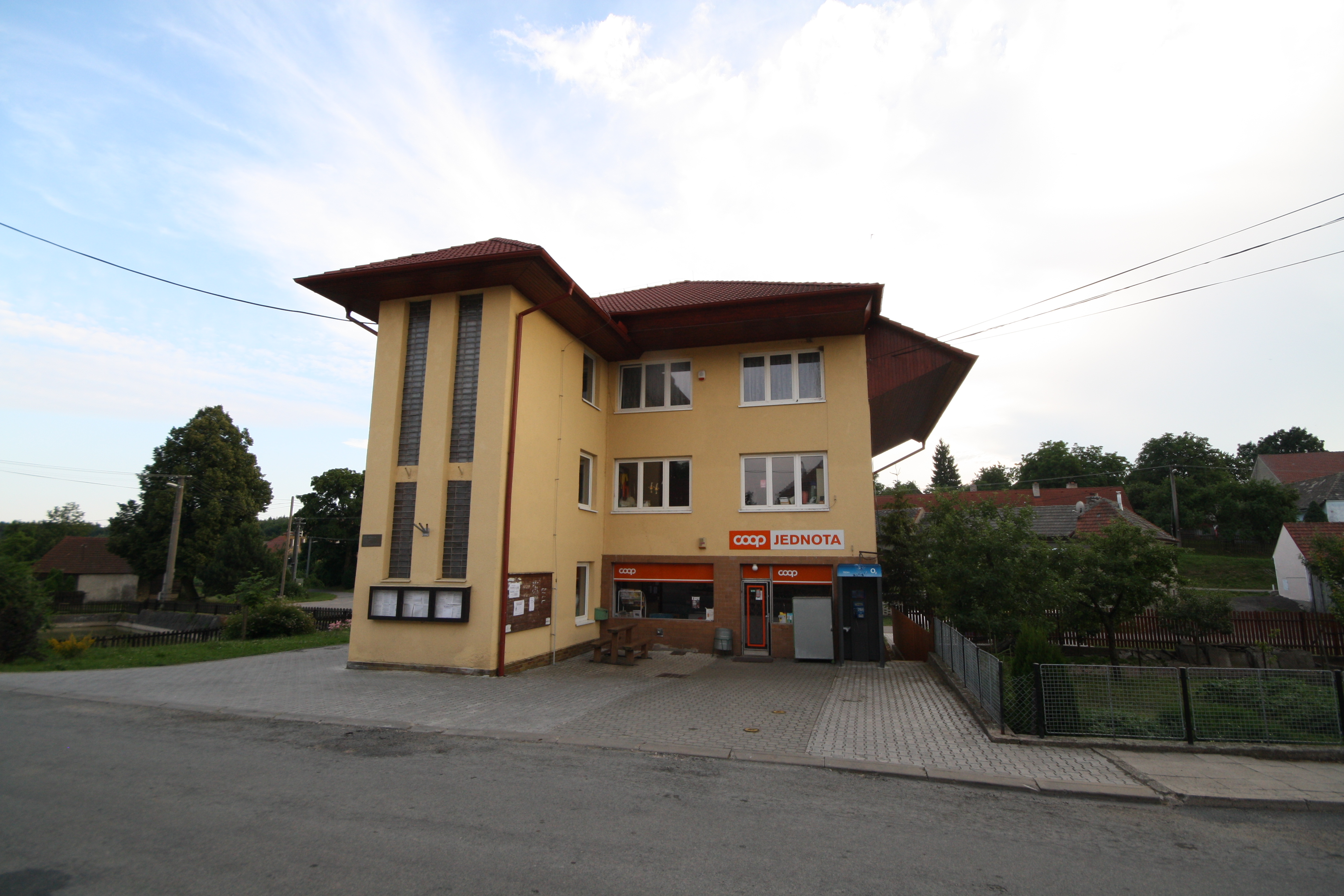
Gemeindeamt

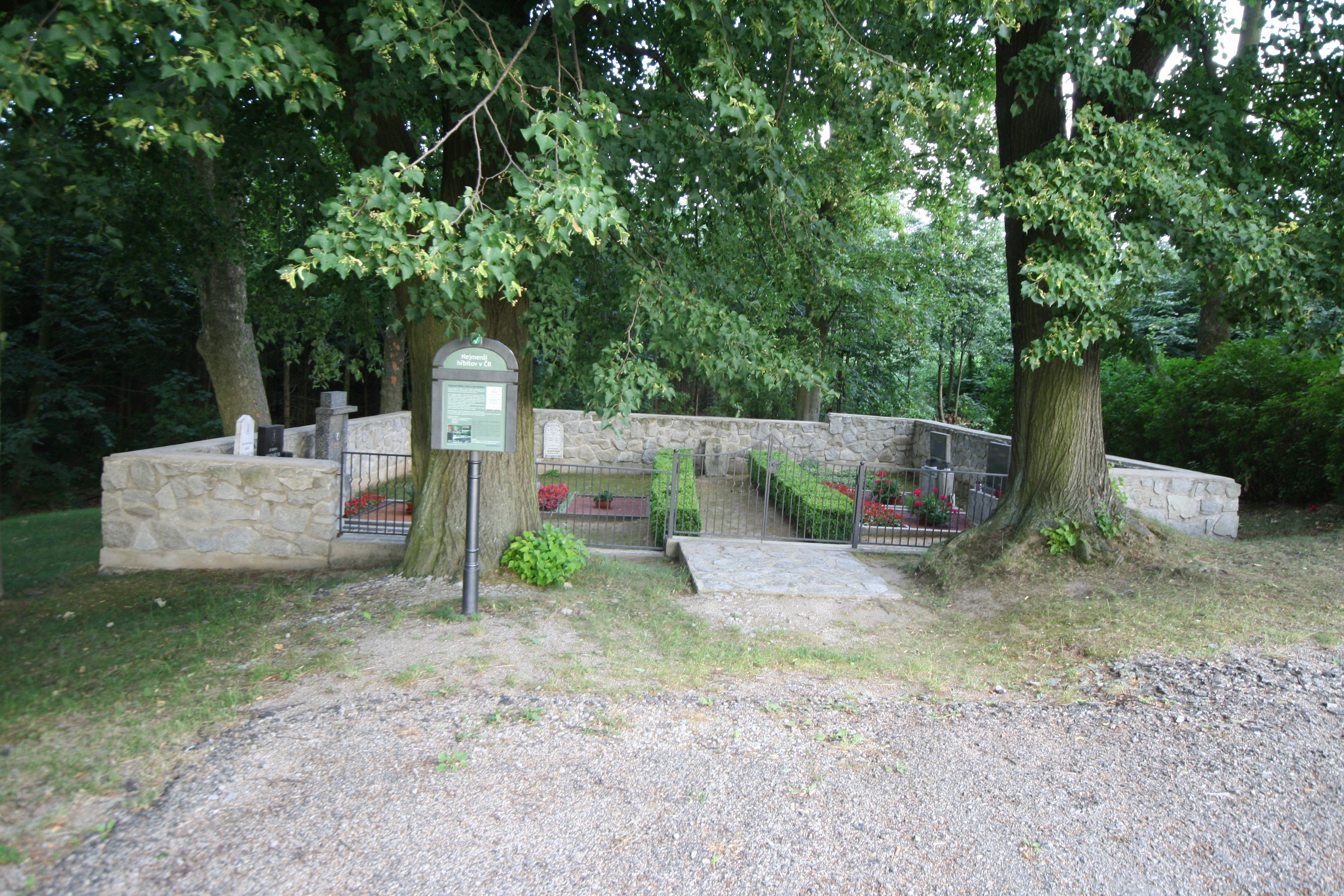
Evangelischer Friedhof

Hluboké (deutsch Hluboky, 1939–45 Hluboke) ist eine Gemeinde in Tschechien. Sie liegt sieben Kilometer südlich von Velká Bíteš und gehört zum Okres Třebíč.

## Geographie
Hluboké befindet sich rechtsseitig des Baches Chvojnice gegenüber der Einmündung des Žďárek in den Ausläufern der Křižanovská vrchovina (Krischanauer Bergland) im Süden der Böhmisch-Mährischen Höhe. Nordöstlich erhebt sich die Krokočínská hůrka (498 m n.m.). Gegen Süden liegt der Stausee Chvojnice, auch als Stausee Kralice genannt.
Nachbarorte sind Krokočín im Norden, Ludvíkov und Stanoviště im Nordosten, Horní Mlýn und Újezd u Rosic im Osten, Brodek, Příbram na Moravě und Lesní Jakubov im Südosten, Horní Lhotice im Süden, Kralice nad Oslavou und Otradice im Südwesten, Jedov und Jinošov im Westen sowie Pucov, Křemelík und Jindřichov im Nordwesten.

## Geschichte
Der Überlieferung nach war Hluboké der Sitz einer alten Zemanenfamilie. Bohuš von Hluboké schenkte der Kirche in Jinošov eine Hufe Land, eine weitere Hufe stifteten seine Neffen Martin und Vítoslav. Die älteste urkundliche Erwähnung des Dorfes erfolgte 1349 in der Brünner Landtafel, als Blud von Kralice mit seinem Bruder Vícemil eine Gütergemeinschaft schloss. 
Hluboké blieb danach über 160 Jahre im alleinigen Besitz des Vladikengeschlechts Kralický von Kralice auf Kralice und Jinošov. Zbyněk von Kralice ging 1510 mit Wilhelm von Pernstein eine Gütergemeinschaft über seinen Besitz in Hluboké und Košíkov ein. Wilhelms Sohn Johann von Pernstein veräußerte seinen Anteil von Hluboké 1527 zusammen mit dem Gut Košíkov an den Besitzer der Herrschaft Namiest, Wenzel von Lomnitz. Den übrigen Teil von Hluboké kaufte Johann der Ältere von Zierotin 1573 zusammen mit der Feste Kralice von Heinrich von Kralitz. 1775 brach in der Herrschaft Namiest ein Bauernaufstand aus.
Im Jahre 1837 bestand das im Znaimer Kreis gelegene Dorf Hluboky aus 35 Häusern, in denen 230 Personen lebten. Pfarrort war Jeneschau. Bis zur Mitte des 19. Jahrhunderts blieb Hluboky der Fideikommissgrafschaft Namiest untertänig.
Nach der Aufhebung der Patrimonialherrschaften bildete Hluboké / Hluboky ab 1849 eine Gemeinde im Gerichtsbezirk Namiest. Ab 1869 gehörte Hluboké zum Bezirk Trebitsch. Zu dieser Zeit hatte das Dorf 323 Einwohner und bestand aus 40 Häusern. Josef Sklenář ließ 1885 auf seinem Grund am südlichen Ortsrand offiziell einen kleinen evangelischen Friedhof anlegen. Beim Großbrand von 1885 wurde das halbe Dorf zerstört. Die Gemeinde eröffnete 1896 eine einklassige Dorfschule, die Kosten des Schulbaus betrugen 10.632 Kronen. Im Jahre 1900 lebten in Hluboké 359 Personen; 1910 waren es 351. Im Jahre 1920 wohnten in Hluboké drei evangelische Familien (24 Personen) sowie eine dreiköpfige jüdische Familie. Beim Zensus von 1921 lebten in den 57 Häusern der Gemeinde 367 Personen, davon 366 Tschechen. Die Elektrifizierung des Dorfes begann 1929. Im Jahre 1930 bestand Hluboké aus 70 Häusern und hatte 352 Einwohner. Bei der Aufteilung der umliegenden Wälder ging die Gemeinde Hluboké im Jahre 1930 gänzlich leer aus; der Stráž wurde der Gemeinde Jinošov, der Rakovec der Gemeinde Otradice, der Křinek und die Horky der Gemeinde Krokočín sowie der Chvojník der Gemeinde Lhotice zugeordnet. Wegen der verspäteten Einreichung des Antrags auf Fördermittel für die Elektrifizierung in Höhe von 125.000 Kronen erhielt die Gemeinde stattdessen 1931 einen Bescheid über die Rückzahlung von 130.000 Kronen. Zwischen 1939 und 1945 gehörte Hluboké / Hluboke zum Protektorat Böhmen und Mähren. 1948 wurde die Gemeinde dem Okres Velká Bíteš zugeordnet. Im Jahre 1950 hatte Hluboké 288 Einwohner. 1953 erfolgte die Gründung der JZD Hluboké. Im Zuge der Gebietsreform und der Aufhebung des Okres Velká Bíteš wurde die Gemeinde am 1. Juli 1960 dem Okres Třebíč zugewiesen. 1970 wurde das mit Unterstützung der JZD errichtete Kulturhaus eröffnet. Im Juli 1972 fusionierte die wohlhabende JZD Hluboké mit den weniger erfolgreichen JZD in Jinošov und Krokočín. Mit Beginn des Jahres 1975 schlossen sich auch der JZD in Pucov und Jedov mit der JZD Hluboké zur JZD Jinošov zusammen, die nunmehr 1530 ha bewirtschaftete. Zwei Jahre später schlossen sich auch die JZD Ocmanice, Naloučany, Častotice und Zahrádka an die JZD Jinošov an, die damit 2800 ha bewirtschaftete. 1980 wurde Hluboké nach Jinošov eingemeindet. Das bis dahin sowohl als Sitz des örtlichen Nationalausschusses als auch der JZD genutzte Haus Nr. 31 wurde im August 1982 abgerissen. Im Jahre 1990 löste sich Hluboké wieder von Jinošov los und bildete eine eigene Gemeinde. Beim Zensus von 2001 lebten in den 82 Häusern von Hluboké 223 Personen.

## Gemeindegliederung
Für die Gemeinde Hluboké sind keine Ortsteile ausgewiesen. Zu Hluboké gehört die Einschicht Křemelík (Kremlik).

## Sehenswürdigkeiten
- Kapelle des hl. Peter, auf dem Dorfplatz
- Dreieckiger Bildstock am Ortsausgang nach Jinošov
- Steinernes Kreuz an der Schule, geschaffen 1878
- Marmorkreuz, neben dem Spritzenhaus, errichtet 1906
- Gedenkstein der Opfer des Zweiten Weltkrieges, auf dem Dorfplatz, enthüllt am 14. Juli 1946
- Evangelischer Friedhof, am Waldrand südlich des Dorfes. Er wurde 1885 geweiht und ist mit einer Fläche von 102 m² der kleinste Friedhof in Tschechien.